# Dirck van der Lisse

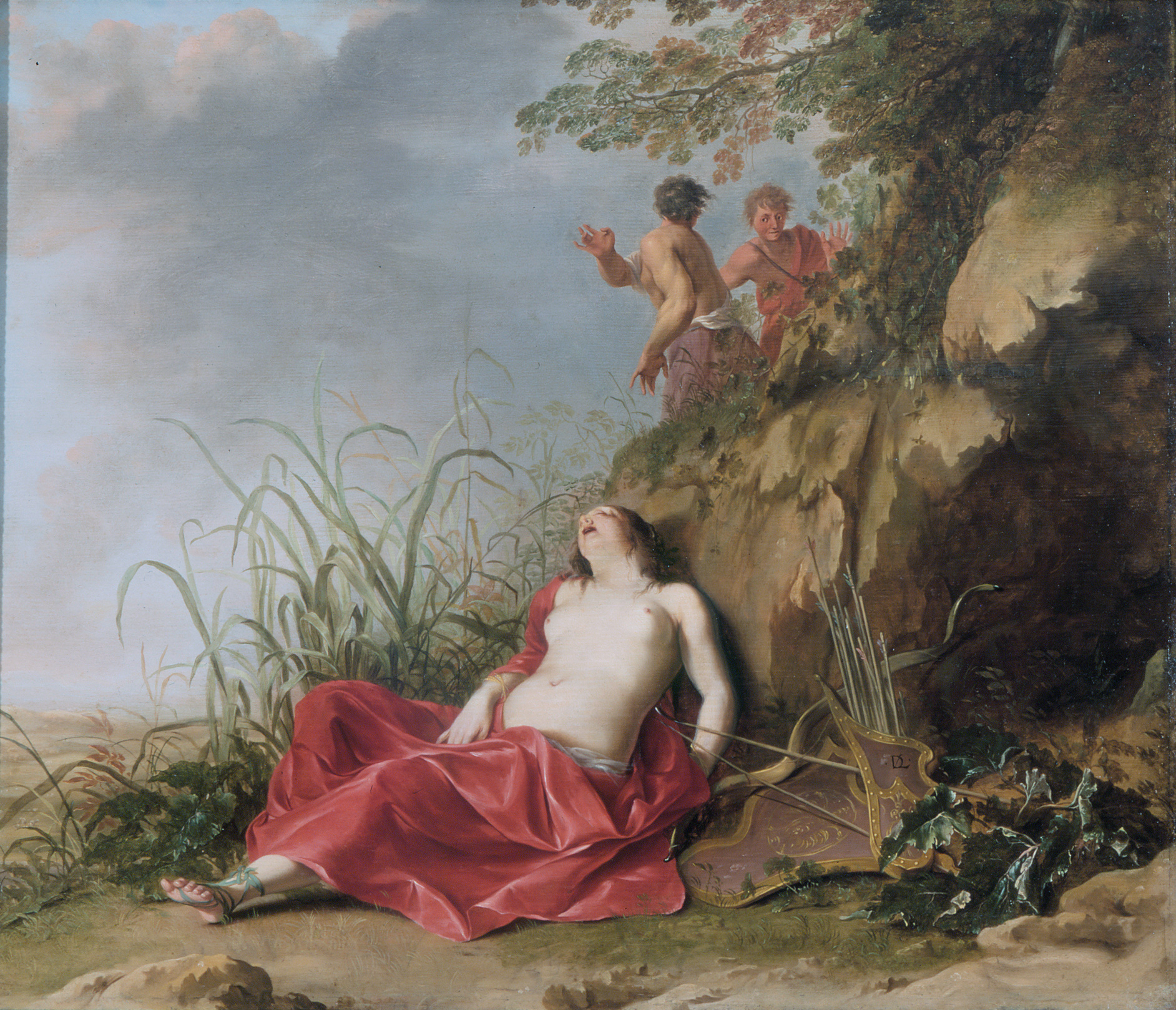
Ninfa della caccia dormiente (1640-1650)

Dirck o Diderick van der Lisse (L'Aia  o Breda, 6 agosto 1607 o 1615 – L'Aia, 31 gennaio 1669) è stato un pittore e disegnatore olandese del secolo d'oro.

## Biografia
Fu allievo di Cornelis van Poelenburch.
Operò a Delft nel 1625-1626, come evidenziato da un testamento redatto in questo periodo. Successivamente si trasferì ad Utrecht dove rimase fino al 1635, come testimoniato dalla sua presenza nell'elenco dei membri della Chiesa riformata di Utrecht. Dal 1635 al 1640 visse alternativamente ad Utrecht e all'Aia, dove, nel 1639, sposò prima Petronella van der Hove e in seconde nozze, il 3 aprile 1648, Maria Both van der Eem.
Nel 1635 con il suo insegnante ed altri pittori, quali Abraham Bloemaert e Herman Saftleven II, contribuì alla decorazione del palazzo Huis Honselaersdijck di Federico Enrico d'Orange. In particolare, ogni pittore eseguì un dipinto rappresentante una scena da Il pastor fido del Guarini.
Nel 1642 nacque ad Amsterdam il suo secondo figlio, che morì nello stesso anno.
A partire dal 1644 visse stabilmente all'Aia, dove entrò a far parte della Corporazione di San Luca nel 1644 e dal 1659 al 1669 ne divenne sindaco.
Nel 1656 fu tra i soci fondatori della confraternita di pittori Confrerie Pictura.
Si dedicò principalmente alla rappresentazione di paesaggi, in particolare paesaggi all'italiana, soggetti mitologici e religiosi, ritratti. Spesso combinava tra loro questi generi, ad esempio scene mitologiche o religiose erano inserite in paesaggi.
Sua caratteristica era l'utilizzo di una particolare tonalità di giallo dorato.
Utilizzò anche la tecnica dell'acquerello, dimostrandosi all'avanguardia per quei tempi.

## Opere
- Mosca cieca, olio su tela, 120 x 140 cm, 1635, Staatliche Slösser und Gärten, Jagdschloss Grunewald, Berlino[4]
- Ninfa della caccia dormiente, olio su tavola, 44 × 51,8 cm, 1640-1650, Mauritshuis, L'Aia, firmato in basso a destra con DVL
- Diana e Atteone, Liegi[1]
- Diana e le sue ninfe[1]
- Satiro sorprende una ninfa addormentata, acquerello[1]
- Bellona con le Muse, Kunsthalle, Brema[1]